# Brezovica, Kosovo

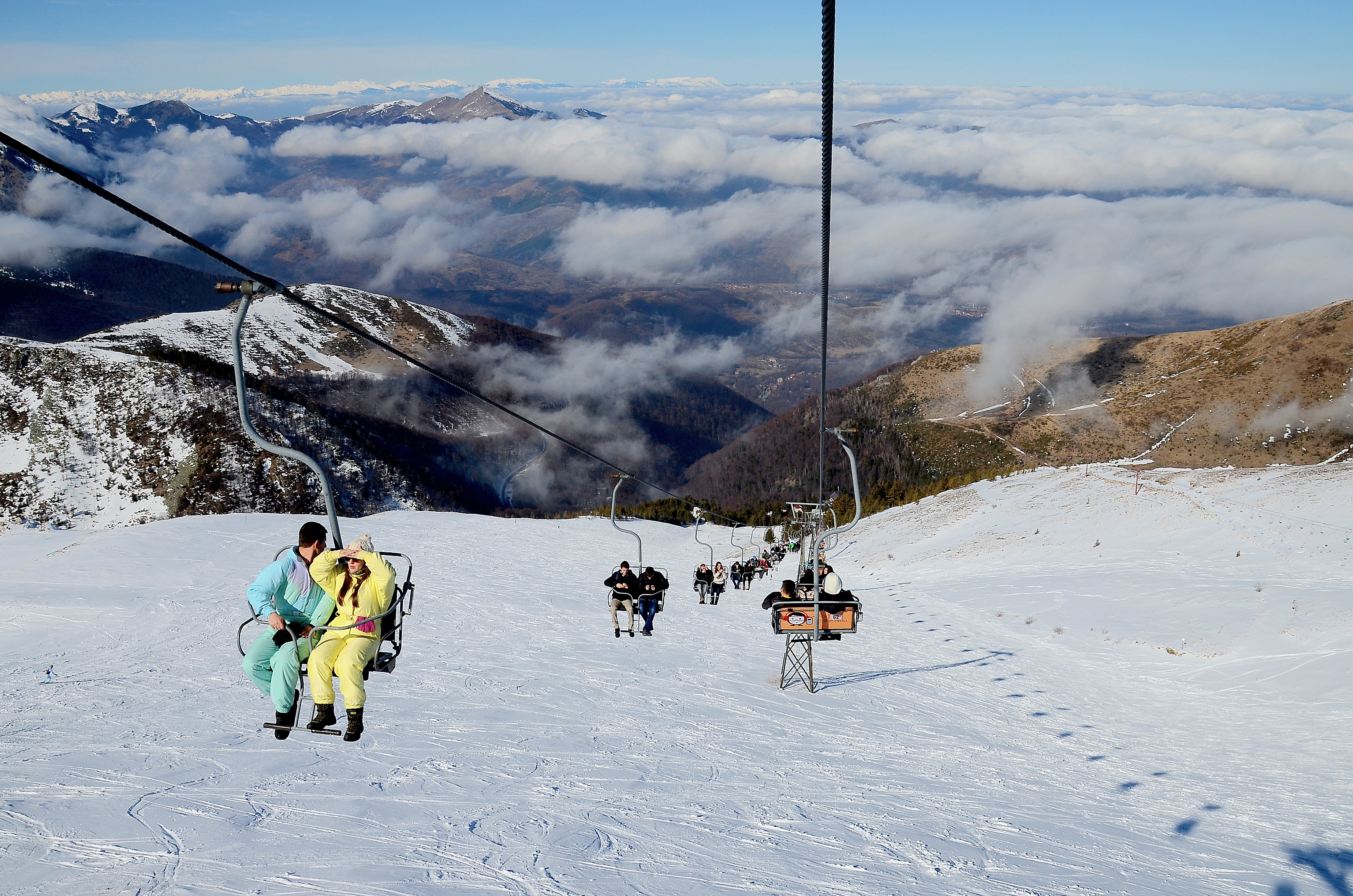
En lift i skidanläggningen i Brezovica.

Brezovica (serbiska: Brezovica, albanska: "Brezovicë") är en by i kommunen Opština Štrpce i Kosovo. Under vintern åker många turister dit för att åka skidor. Där finns det 12 backar och antalet liftar är 10. Fallhöjden är som mest 1600 meter och den högsta punkten man kan komma med liften ligger på 2500 meter.